# 米納津隕石

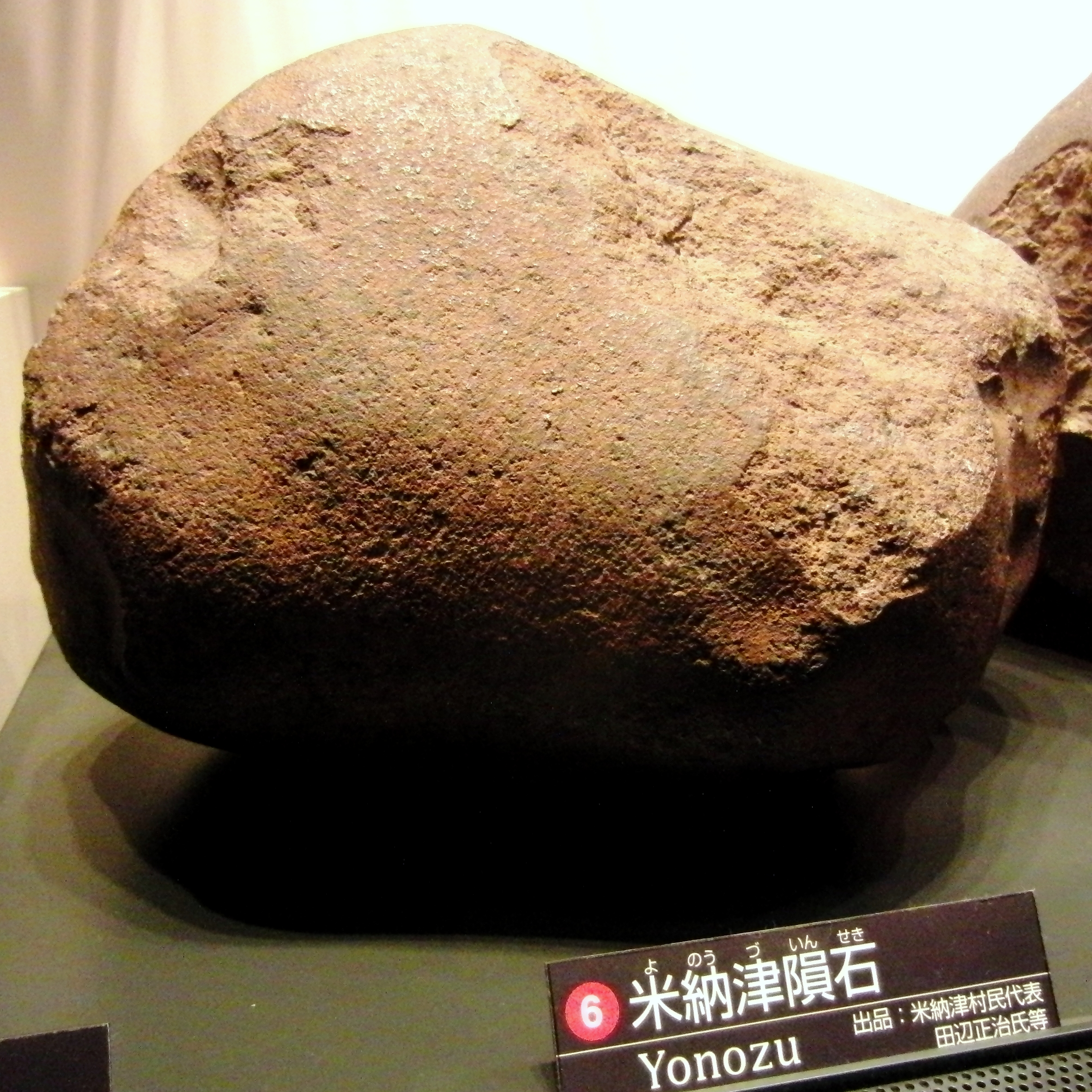
国立科学博物館に展示されている米納津隕石。

米納津隕石（よのうづいんせき）とは、1837年（天保八年）7月13日に富永村（現: 新潟県燕市吉田地区）の田に落下した隕石。

## 概要
弥彦山と国上山の間から飛来し轟音とともに落下。質量は31.65kg。日本に落ちた隕石の中で3番目に重い。
落下の衝撃で付近には気絶した人も出たという。地元では薬にするため削り取られたり隕石の歌も作られた。落下場所の田んぼの一角（現燕市吉田富永地区）には1962年（昭和37年）に記念碑がたてられている。
実物は東京の国立科学博物館にあり、1900年（明治33年）のパリ万博に出品された。